# Kanishka Narayan
Kanishka Narayan est un homme politique travailliste britannique. Il est élu député de la circonscription galloise de Vale of Glamorgan lors des élections générales britanniques de 2024.

## Biographie

### Origines et éducation
Natif de l'État du Bihar, en Inde, Kanishka Narayan arrive au Royaume-Uni à l'âge de 12 ans, lorsque sa famille s'installe à Cardiff. Il est scolarisé une année à la high school de Cathays avant d'être accepté à Eton comme boursier. Il suit des cours de PPE à l'université d'Oxford avant d'obtenir un MBA à l'université Stanford.

### Carrière professionnelle
Après ses études, Narayan devient fonctionnaire au Bureau du Cabinet sous David Cameron et au ministère de l'Environnement sous Liz Truss. Il travaille aussi dans le secteur privé comme conseiller financier. Il s'implique également comme bénévole dans les associations Citizens Advice (en) et The Trussell Trust (en).

### Carrière politique
Narayan adhère au Parti travailliste à l'âge de 18 ans. En 2023, il déménage à Barry, dans le Vale of Glamorgan, quelques semaines après avoir été sélectionné comme candidat travailliste pour la circonscription de Vale of Glamorgan.
Lors des élections générales britanniques de 2024, Narayan remporte le siège de Vale of Glamorgan avec 4 216 voix d'avance sur le député sortant, le conservateur Alun Cairns. Il est le premier député de couleur à représenter une circonscription galloise.